# Nürnberger Hof
Le Nürnberger Hof est un groupe parlementaire, dit Fraktion en allemand, du parlement de Francfort. Il est créé en septembre 1848.
Comme les autres fractions de l'assemblée nationale, son nom provient du lieu de rencontre de ses différents membres à Francfort-sur-le-Main. 
La fraction est créée après une scission de l'aile modérée de la fraction de gauche Deutscher Hof.
Elle est menée par Karl Biedermann, Georg Friedrich Kolb, Gabriel Riesser et Wilhelm Loewe.
Ses membres se font remarquer par leur soutien à la campagne pour la constitution du Reich et leur participation au parlement croupion allemand, c'est-à-dire au parlement siégeant à Stuttgart en remplacement de celui de Francfort qui avait été dissous.